# Epinephelus poecilonotus
Epinephelus poecilonotus е вид бодлоперка от семейство Serranidae. Видът не е застрашен от изчезване.

## Разпространение и местообитание
Разпространен е в Британска индоокеанска територия, Виетнам, Индия, Индонезия, Кения, Китай, Коморски острови, Мавриций, Мадагаскар, Майот, Малдиви, Мозамбик, Оман, Провинции в КНР, Реюнион, Сомалия, Тайван, Танзания, Фиджи, Шри Ланка, Южна Африка, Южна Корея и Япония.
Обитава крайбрежията на полусолени водоеми, океани, морета, заливи и рифове. Среща се на дълбочина от 45 до 375 m.

## Описание
На дължина достигат до 65 cm, а теглото им е максимум 4000 g.